# Station Zolder
Station Zolder is een spoorwegstation langs spoorlijn 15 bij de kern Zolder in de gemeente Heusden-Zolder.
Het station lag in de buurt van de vroegere steenkoolmijn en de mijnwerkerswijken van Zolder en werd vooral gebruikt door de mijnwerkers. Met de sluiting van de mijn ging ook het station dicht. Vanaf het begin van de 21e eeuw werden de mijnterreinen gesaneerd en ontstond er een industrieterrein samen met allerlei andere initiatieven zoals het Centrum Duurzaam Bouwen en de tweewekelijkse multiculturele markt die heel wat volk aantrekken. In 2004 werd het station daarom terug geopend.

## Treindienst
Sinds 13 juni 2021
| Treintype | Verbinding    | Dienstregeling                                             |
| --------- | ------------- | ---------------------------------------------------------- |
| L         | Hasselt - Mol | Maandag tot zaterdag: 1x/u Zon- en feestdagen: 1x/om de 2u |

## Galerij

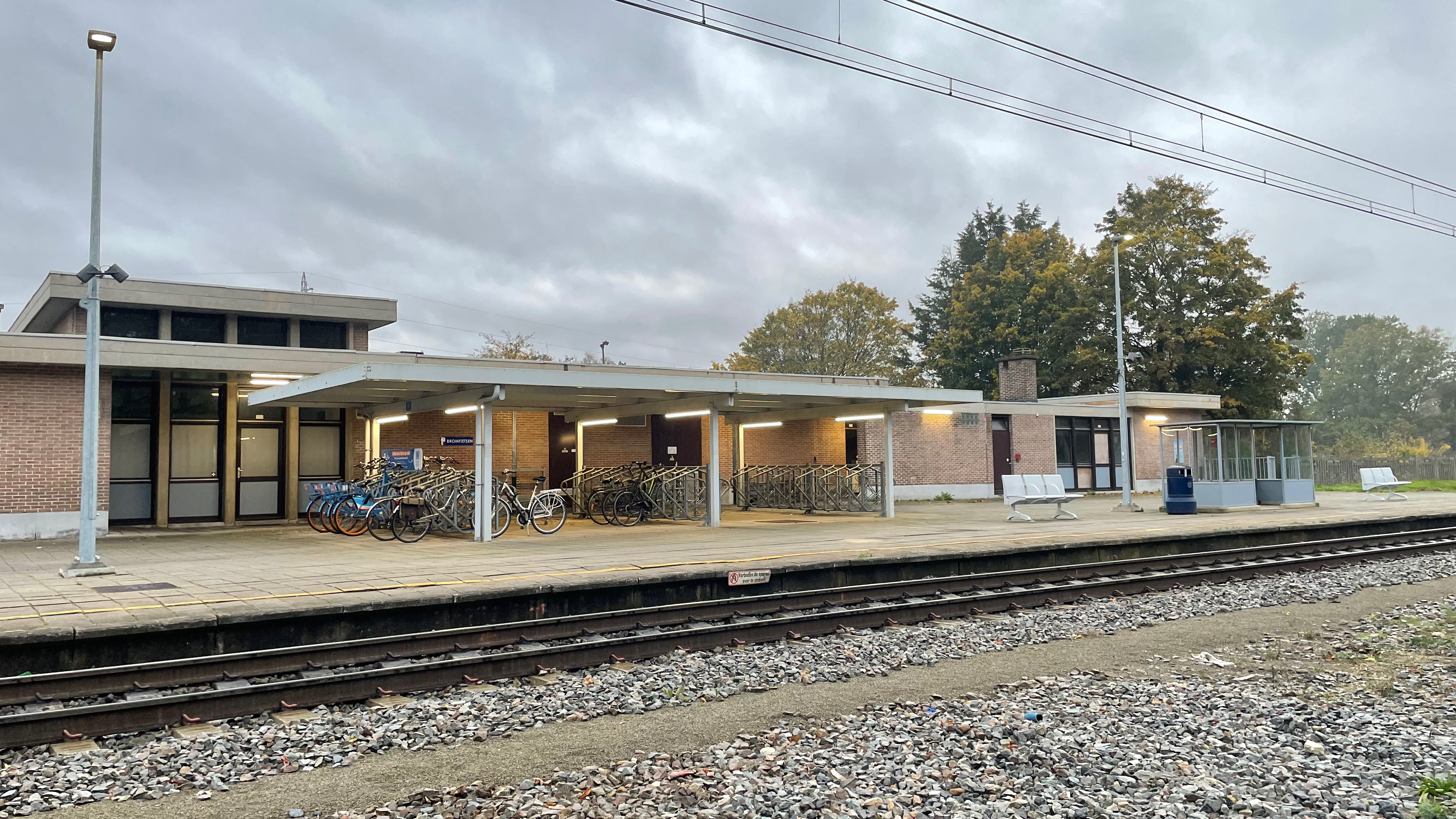
Het station van Zolder
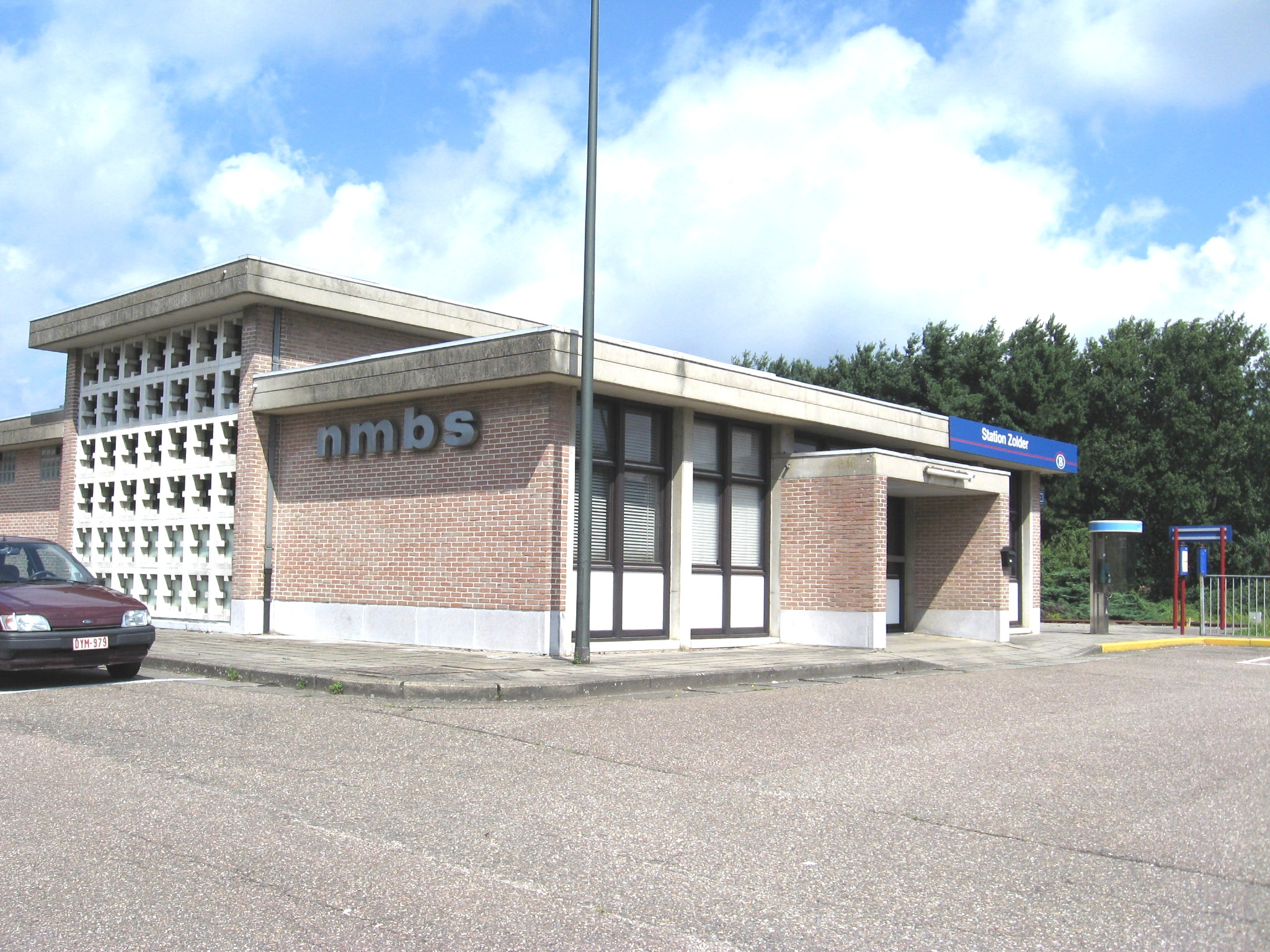
Stationsgebouw (2007)

## Reizigerstellingen
De grafiek en tabel geven het gemiddeld aantal instappende reizigers weer op een week-, zater- en zondag.
| Tabel: aantal instappende reizigers station Zolder | Tabel: aantal instappende reizigers station Zolder | Tabel: aantal instappende reizigers station Zolder | Tabel: aantal instappende reizigers station Zolder |
|                                                    | Weekdag                                            | Zaterdag                                           | Zondag                                             |
| -------------------------------------------------- | -------------------------------------------------- | -------------------------------------------------- | -------------------------------------------------- |
| 1977                                               | 33                                                 | 44                                                 | 20                                                 |
| 1978                                               | 43                                                 | 41                                                 | 32                                                 |
| 1979                                               | 38                                                 | 38                                                 | 36                                                 |
| 1980                                               | 55                                                 | 34                                                 | 28                                                 |
| 1981                                               | 38                                                 | 23                                                 | 33                                                 |
| 1982                                               | 37                                                 | 36                                                 | 32                                                 |
| 1983                                               | 40                                                 | 26                                                 | 45                                                 |
| 1984                                               | 29                                                 | 21                                                 | 57                                                 |
| 1985                                               | 30                                                 | 22                                                 | 38                                                 |
| 1986                                               | 27                                                 | 22                                                 | 35                                                 |
| 1987                                               | 34                                                 | 23                                                 | 20                                                 |
| 1988                                               | 36                                                 | 27                                                 | 51                                                 |
| 1989                                               | 24                                                 | 28                                                 | 41                                                 |
| 1990                                               | 28                                                 | 24                                                 | 28                                                 |
| 1991                                               | 40                                                 | 48                                                 | 26                                                 |
| 1992                                               | 44                                                 | 16                                                 | 35                                                 |
| 1993                                               | -                                                  | -                                                  | -                                                  |
| 1994                                               | -                                                  | -                                                  | -                                                  |
| 1995                                               | -                                                  | -                                                  | -                                                  |
| 1996                                               | -                                                  | -                                                  | -                                                  |
| 1997                                               | -                                                  | -                                                  | -                                                  |
| 1998                                               | -                                                  | -                                                  | -                                                  |
| 1999                                               | -                                                  | -                                                  | -                                                  |
| 2000                                               | -                                                  | -                                                  | -                                                  |
| 2001                                               | -                                                  | -                                                  | -                                                  |
| 2002                                               | -                                                  | -                                                  | -                                                  |
| 2003                                               | -                                                  | -                                                  | -                                                  |
| 2004                                               | 56                                                 | 41                                                 | 52                                                 |
| 2005                                               | 96                                                 | 35                                                 | 50                                                 |
| 2006                                               | 98                                                 | 32                                                 | 43                                                 |
| 2007                                               | 137                                                | 41                                                 | 86                                                 |
| 2008                                               | -                                                  | -                                                  | -                                                  |
| 2009                                               | 125                                                | 48                                                 | 64                                                 |
| 2010                                               | -                                                  | -                                                  | -                                                  |
| 2011                                               | -                                                  | -                                                  | -                                                  |
| 2012                                               | 177                                                | 42                                                 | 50                                                 |
| 2013                                               | 138                                                | 41                                                 | 58                                                 |
| 2014                                               | 146                                                | 46                                                 | 67                                                 |
| 2015                                               | 108                                                | 22                                                 | 61                                                 |
| 2016                                               | 103                                                | 22                                                 | 31                                                 |
| 2017                                               | 114                                                | 19                                                 | 42                                                 |
| 2018                                               | 125                                                | 40                                                 | 50                                                 |
| 2019                                               | 123                                                | 38                                                 | 37                                                 |
| 2020                                               | 66                                                 | 23                                                 | 18                                                 |
| 2021                                               | -                                                  | -                                                  | -                                                  |
| 2022                                               | 97                                                 | 16                                                 | 13                                                 |
| 2023                                               | 93                                                 | 66                                                 | 61                                                 |
| 2024                                               | 110                                                | 17                                                 | 37                                                 |

1,3: Krijgsbaan ·
2,8: Liersebaan ·
3,9: Boechout ·
4,9: Vos ·
6,4: Boshoek ·
9,3: Lier ·
11,1: Lisp ·
12,8: Kessel ·
16,3: Nijlen ·
21,9: Bouwel ·
24,1: Wolfstee ·
26,4: Herentals-Kanaal ·
28,0: Herentals ·
34,0: Olen ·
37,1: Larum ·
40,1: Geel ·
46,5: Millegem ·
49,3: Mol ·
54,0: Balen ·
Ingene-Immer ·
62,8: Leopoldsburg ·
Beverlo ·
68,0: Beringen-Mijn ·
71,2: Beringen ·
74,6: Heusden ·
78,0: Zolder ·
80,2: Houthalen ·
83,3: Kolveren ·
84,9: Zonhoven ·
86,6: Zonhoven-Badplaats